# アゼディン・ウナヒ
- アゼディン・ウナイ

アゼディン・ウナヒ（アラビア語: عز الدين أوناحي, ラテン文字転写: Azzedine Ounahi, 2000年4月19日 - ）は、モロッコ・カサブランカ＝セタット地方・カサブランカ出身のプロサッカー選手。ポジションはミッドフィルダー。ギリシャ・スーパーリーグ・パナシナイコス所属。

## 経歴
2020年8月、フランス全国選手権所属のUSアヴランシェに加入した。
2021年7月14日、リーグ・アンのアンジェSCOと4年契約を結んだ。
2023年1月29日、オリンピック・マルセイユに移籍し、3年半契約を交わした。

### 代表
ヴァイッド・ハリルホジッチ監督に見初められ、2022年1月10日のガーナ代表戦でA代表デビュー。
2022 FIFAワールドカップの本大会メンバーにも選出された。

## 代表歴

### 出場大会
- モロッコ代表
  - 2022 FIFAワールドカップ

### 試合数
- 国際Aマッチ 21試合 3得点（2022年-）[7]

| モロッコ代表 | 国際Aマッチ | 国際Aマッチ |
| 年           | 出場        | 得点        |
| ------------ | ----------- | ----------- |
| 2022         | 17          | 2           |
| 2023         | 4           | 1           |
| 2024         |             |             |
| 通算         | 21          | 3           |

## タイトル

### 勲章
- モロッコ国家勲章（英語版） : 2022[8]